# Arrechavala
Joaquín Arechavala y Vílchez (1728 - 1823), fue un militar y político español que sirvió en la actual Nicaragua, entonces colonia española, que después de muerto ha sido convertido por la cultura popular en un personaje de leyenda conocido como Arrechavala.

## Personaje de leyenda
Joaquín Arechavala de Vílchez, militar español que sirvió en la Nicaragua colonial con el grado de Coronel llegando a poseer una enorme riqueza. Su muerte dio lugar en el imaginario popular a la leyenda de Arrechavala en la ciudad de León (Nicaragua), un personaje fantasmagórico del cual se dice «aparece sobre su yegua galopando y sacando fuego con sus cascos por las viejas calles leonesas».

## Vida
Arechavala nació en Madrid, España. Sus padres fueron José Antonio Arechavala y Ambrosia de Vílchez.
Se casó en España con Doña Juana Navia y Sotomayor Pimentar, con quien tuvo cinco hijas mujeres: Joaquina Arechavala y Navia Sotomayor, Tomasa Arechavala y Navia Sotomayor, Biviana Arechavala y Navia Sotomayor, Micaela Arechavala y Navia Sotomayor, e  Inés Arechavala y Navia Sotomayor. 
Ingresó en el ejército y fue trasladado a la entonces Provincia de ultramar de Nicaragua por orden del rey Carlos III de Borbón.
Formó parte de la oligarquía nicaragüense siendo Alcalde Mayor de León en 1790 y ascendiendo al grado de Coronel el 14 de febrero de 1791. Ostentaba ese cargo cuando se proclamó la independencia de las Provincias Unidas de Centroamérica en 1821. Ocupó interinamente la Gobernación de la Provincia de Nicaragua entre 1813 y 1819.
Don Joaquín se casó en segundas nupcias con Valeria García Cosió el 11 de febrero de 1821 en León, luego de la muerte de su primera esposa.  De su segunda esposa, Valeria, no hubo hijos.
Llegó a tener una gran fortuna. Entre sus haciendas se encontraba la de Los Arcos y también parece que poseía el ingenio San Jacinto. Participó económicamente en la construcción de la Capilla de San Sebastián y en la reconstrucción de la Capilla de La Recolección y obsequió las imágenes de San Sebastián, de Jesús Atado a la Columna y de la Virgen de Dolores.
Don Joaquín Arechavala y Vílchez fue un defensor de la adhesión de Nicaragua al Imperio Mexicano  de Agustín de Iturbide en donde veía asegurado sus intereses. 
La última actuación de la que se tiene constancia es la participación en el documento conocido como Acta de los Nublados que los diputados de la diputación provincial suscribieron el 28 de septiembre de 1821.  En donde se acordó:
1ª La absoluta y total independencia de Guatemala, que parece se ha erigido en soberana. 
2ª La independencia del gobierno español, hasta tanto que se aclaren los nublados del día y pueda obrar esta provincia con arreglo a lo que exigen sus empeños religiosos y verdaderos intereses. 
3ª  Que en consecuencia continúen todas las autoridades continuadas (sic) en el libre ejercicio de sus funciones con arreglo a la constitución y a las leyes. 
4ª  Que se tomen las medidas más eficaces para la conservación del orden y sostenimiento de los funcionarios públicos, prestándoles el más eficaz auxilio, en la inteligencia de que el gobierno castigará severamente a los perturbadores de la tranquilidad pública y desobediente a las autoridades. 
5ª Que se publique por bando este acuerdo. 
El 16 de octubre de 1823 murió en la ciudad de León a los 95 años de edad. Según consta en su testamento, pidió que fuera sepultado en la Catedral o en la iglesia de La Recolección (que él había financiado como la de San Sebastián) pero se desconoce dónde fue enterrado finalmente.

## La leyenda
Son varias las versiones de la leyenda del Coronel Arechavala y su yegua «La Cordobesa» en las calles de León, principalmente en calle Rubén Darío (antigua calle Real) entre las iglesias de El Calvario y San Juan Bautista, Sutiaba. Todas coinciden en la aparición del Coronel montado en su yegua. Unas veces recorre la calle y otras el patio de la que fue su casa.
La primera versión escrita de la leyenda de Arrechavala data de 1956 y se encuentra en la obra de Andrés Vega Bolaños, embajador de Nicaragua en España, titulada Historia de Nicaragua.
Según Salomón Somarriba, tataranieto de Joaquín Arrechavala, la leyenda fue inventada por los contrabandistas hondureños de tabaco para facilitar la introducción de sus mercancías en la ciudad durante la prohibición del tabaco.
Otra de los supuestos en los que se basa la leyenda es que Joaquín Arechavala solía pasear por la noches montado en su caballo en guardia en previsión de revueltas que fueron comunes en esa época de transición de la historia de Nicaragua. En esas guardias solía espantar a los ciudadanos que encontraba a su paso y estos, al oír el trotar del caballo huían de su encuentro.
La creencia popular es que su espíritu recorre las calles de León en busca de su fortuna que debe estar enterrada en algún lugar de la ciudad. Pero el sentir popular es que la riqueza acumulada debe ser repartida, de alguna manera, entre la comunidad por ello, cuando una persona rica muere su alma no puede descansar por lo que vaga errante entre los vivos hasta que su riqueza no se distribuya de alguna manera. El pueblo trata de esta forma de buscar la justicia de la repartición igualitaria después de la muerte cuando no se ha podido realizar en vida.
En la ciudad de León de Nicaragua, el personaje más popular es el espíritu de este rico militar que después de muerto sigue cabalgando por sus calles asustando a sus habitantes montado en su caballo lujosamente vestido con charreteras, fajas y espuelas de oro. Solamente se deja ver por las mujeres, por los hombres no se deja ver, aunque pueden sentir su látigo.

### Testimonios
La gente cuenta que se aparece en las noches oscuras montado en su caballo, que se oye su galope entre las callejuelas y solamente lo ven las mujeres. Cuentan, como lo hace Doña Mireyita del barrio Guadalupe que asegura haberlo visto en más de una ocasión, que 

...estaba tan oscura la noche que no se miraba mi propia mano y eso que estaba sentada en la acera de enfrente de casa a eso de las once de la noche. De pronto, después de oír un ruido extraño, se oyó el tropel de un caballo que venía desde el Barrio el Laborío y cogió para el lado del Cuartel de la 21. El Jinete se paró y amarró el caballo. Yo decía para mi misma: Quién será ese americano que va a pasar por aquí ?...¡¡¡la sangre de Cristo!!!  (en aquel tiempo el país estaba invadido por los Estados Unidos)

Me encomendé a Dios y a todos los Santos y rogué para que no me pasará nada Santo Inmortal.. librame de todo susto y de todo mal. Dios mío, yo no sabía que hacer, así, entonces, cuando éste iba pasando cerca de mi casa, y en dirección mía, el volvió atrás y yo le ví el perfil de su cara...era un hombre simpático. El siguió caminando después le oí sonar la espuela.

¿Que cosa éra eso? dije yo. Siguió caminando hasta que llegó a la esquina de los Montenegro y entonces se bajó ahí y se paró en medio de la calle haciendo maniobras militares. Ya cogió él para lo que ahora es la casa de los Madrices y le dio tres golpes a la puerta. yo me dije ahí vive ese americano, pero le mire la capa era antes de color café cuando paso delante de mi casa se miraba azul turquí, después se paró en la propia esquina de los Madrices y volvió a hacer las mismas maniobras y cogió para el trasero del Colegio San Ramón y de la Asunción. Pero cuando iba ya a llegar a la esquina encontró a un hombre, que al pasar cerca de mi le pregunté, ¿Vistes a aquel americano que va allá? No he visto a a nadie, lo que usted vio seguramente fue a Arrechavala, me contestó él.

## Recepción
El coronel Joaquín Arechavala es tema de:
- «Las albóndigas del coronel» (1884) cuento de un joven Rubén Darío que el mismo identifica como Tradición nicaragüense.[1]

- «El caballo de Arrechavala» en el libro de cuentos de espantos y humor «Cinco noches arrechas» (2008) de María López Vigil, escritora cubana radicada en Nicaragua.[2]

Y es mencionado en:
- La canción «La Tula Cuecho» (1975) del compositor nicaragüense Carlos Mejía Godoy.